# 브루족
브루족(Bru, Bruu), 또는 브루-번끼에우족(Người Bru - Vân Kiều)은 태국, 라오스, 베트남에 사는 민족이다. 그들은 서부 바나어를 사용하는 브라오족과 달리 카투아어를 구사한다. 브루족은 캄보디아 북동부에서 발견되지 않는다. 캄보디아 북동부에 있는 룬, 끄레웅, 카벳, 암바 그리고 바라오 타납 집단은 사실 브루족이 아니라 브라오족의 방계 집단이다. 라오스의 브라오 방계 집단으로는 룬, 카벳, 즈리, 카잉, 하몽족이 있다.
브루족은 베트남 남부와 캄보디아 동부의 프농감족과 민족적으로 밀접한 관계에 있다. 이 집단과 가까움에도 불구하고, 브루족은 정치적으로 그리고 역사적으로 이 다른 민족 집단과는 다르다.
부르족은 카투아어 계열의 몬-크메르어족인 브루어를 말한다. 브루어는 여러 갈래의 방언이 있다. 그들의 총 인구는 에스놀로그에 의해 129,559명으로 추정된다. 일부 사람들은 캄보디아 북동부의 브라오족과 라오스 남부의 아타페우주와 참파삭주를 혼동해왔다. 사실 그들은 다른 집단이고, 캄보디아에서는 브루족이 발견되지 않는다.

## 근거지
브루족은 주로 수로를 따라 정착했다. 전통적으로 그들은 기둥 위에 지어진 작은 집에서 산다. 그 집들은 중앙 회관 건물 주위에 원을 중심으로 배치되어 있다.
태국에서는 대부분의 브루족이 사꼰나콘주, 태국 북동부 이산 지방의 묵다한주에 살고 있다.
라오스에서는 대부분의 브루족이 동부 사반나케트주 세포네현, 그 밖에 사바나케트 주의 일부와 캄무안주에도 살고 있다.
베트남에서는 대부분의 브루족이 꽝빈성, 꽝찌성, 닥락성, 후에에 살고 있다.